# Veronica tibetica
Veronica tibetica är en grobladsväxtart som beskrevs av Hong De-Yuan. Veronica tibetica ingår i släktet veronikor, och familjen grobladsväxter. Inga underarter finns listade i Catalogue of Life.